# ZSJ Korda Litvínov
ZSJ Korda Litvínov (celým názvem: Závodní sportovní jednota Korda Litvínov) byl československý klub ledního hokeje, který sídlil v Litvínově v Ústeckém kraji . Klub vznikl po druhé světové válce v roce 1945, pod názvem Čechie Horní Litvínov. Čechie Horní Litvínov v první řadě účinkoval jako fotbalový a tenisový klub založen 1. dubna 1920, během druhé světové války byla sportovní činnost klubu pozastavena. Po skončení války klub znovu obnovil činnost a navíc založil hokejové družstvo.  Na začátku roku 1947 byl v Litvínovské Čechii velký hlad po hokeji, k přátelskému zápasu přijel švédský mistr IK Göta Stockholm, později z nejvyšší domácí soutěže přijali pozvání AC Sparta Praha a HC Stadion Podolí. V roce 1949 změnil název podle přádelny v jižní části města na Cotonu Litvínov, později na ZSJ Korda Litvínov. Rozhodujícím krok k zániku mužstva byl rok 1955. To byl postaven Zimní stadion v Litvínově a většina kvalitních hráčů tak přestoupila do sousedního klubu Jiskra SZ Litvínov. 

## Přehled ligové účasti
Stručný přehled
Zdroj: 
- 1948–1949: Západočeská divize – sk. A (2. ligová úroveň v Československu)
- 1949–1950: Oblastní soutěž – sk. A2 (2. ligová úroveň v Československu)
- 1950–1951: Oblastní soutěž – sk. B (2. ligová úroveň v Československu)

Jednotlivé ročníky
Legenda: ZČ - základní část, červené podbarvení - sestup, zelené podbarvení - postup, fialové podbarvení - reorganizace, změna skupiny či soutěže
| Československo (1948 – 1951) |                          |           |          |                                       |               |
| Sezóny                       | Soutěž                   | Úroveň    | ZČ       | Play-off, nadstavba, sk. o udržení... | Poznámky      |
| 1948/49                      | Západočeská divize sk. A | 2. úroveň | 2. místo |                                       | Reorganizace  |
| 1949/50                      | Oblastní soutěž – sk. A2 | 2. úroveň | 2. místo |                                       | Změna skupiny |
| 1950/51                      | Oblastní soutěž – sk. B  | 2. úroveň | 4. místo |                                       | Reorganizace  |
| 1951/52                      | Krajský přebor – sk. ?   | 2. úroveň | 1. místo | Turnaj kvalifikace sk. A (7. místo)   | Kvalifikace   |